# Tafel der Demokratie
„Tafel der Demokratie“ war der Name von drei Veranstaltungen des Vereins Werkstatt Deutschland e. V. in Berlin 2004, 2009 und 2010 anlässlich der Wahl des deutschen Bundespräsidenten. Es waren feierliche Essen mit musikalischem Rahmenprogramm und offiziellen Toasts in weißen Zelten vor dem Brandenburger Tor.
Bundespräsident Horst Köhler, der am 3. Juli 2004 als erster mit 1200 Gästen mit der Veranstaltung gefeiert wurde, war kurz zuvor als Direktor des Internationalen Währungsfonds selbst Kuratoriumsmitglied des Vereins. Zum zweiten Mal fand die Veranstaltung aus Anlass der Wiederwahl Horst Köhlers am 3. Juli 2009 in Berlin statt, es nahmen 1500 Bürger teil. Die dritte Tafel fand am 20. August 2010 mit Christian Wulff statt. 1500 Gäste waren geladen. Wulff zeigte sich „besorgt über Gräben zwischen Bürgern und Politikern“ in Deutschland.
2017 wurde der Verein Werkstatt Deutschland e. V. aus dem Vereinsregister gelöscht.

## Kritik
Zur Veranstaltung 2010 protestierte eine Arbeitsgemeinschaft mit einer parallel in unmittelbarer Nähe stattfindenden „Tafel der Habenichtse“ gegen die Höhe der Hartz-IV-Sätze und eine „Vertafelung der Gesellschaft“. Damit sollte darauf hingewiesen werden, dass immer größere Gesellschaftskreise auf sogenannte Tafeln angewiesen seien.
Der Publizist Henryk M. Broder kritisierte das Konzept der „Tafel der Demokratie“: Angesichts umfangreicher repräsentativ-demokratischer Strukturen erkenne er in der Idee, dass Bürger ihre Besorgnisse und Anliegen im Rahmen eines Essens vortragen sollten, nichts anderes als „feudales Gehabe“ eines Landesvaters.